# Nueva Apolonia
Nueva Apolonia es una localidad semiurbana perteneciente al municipio de El Mante ubicada en el centro sur del estado mexicano de Tamaulipas en el borde de la frontera con el estado de Veracruz. Según los datos registrados por el INEGI al 2010, la localidad de Nueva Apolonia tiene un total de 2 382 habitantes. El clima de esta parte del municipio es cálido subhúmedo,.

## Zonas turísticas
- El Castillo de Nueva Apolonia, que alguna vez formó parte de la ex hacienda El Naranjo es símbolo de la localidad y zona turística. En el año de 1869, el dueño de la hacienda de El Naranjo era el señor Blas Escontría, quien además compró varios terrenos colindantes. Don Ángel Saínz Trápaga, uno de los más acaudalados comerciantes de Tampico en la segunda mitad del siglo XIX, adquiere la hacienda el 26 de agosto de 1899 para su única hija: Joaquina Sáinz Trápaga de Meade; pues se da cuenta del potencial ganadero y situación estratégica de sus tierras. También pasaron a ser de su propiedad los terrenos anexos de Tantoyuquita, comprendiendo todas sus fincas, llanos, usos, costumbres, servidumbres, fábricas, materiales, enseres, muebles y objetos vendidos a perpetuidad.[6]